# Jacques Rouxel (auteur de dessins animés)
Pour les articles homonymes, voir Rouxel.
Pour le Maréchal de France, voir Jacques Rouxel de Grancey.
Jacques Rouxel, né le 26 février 1931 à Cherbourg et mort le 25 avril 2004 à Paris 11e, est un producteur et animateur de dessin animé français. Il est le créateur des Shadoks et le cofondateur du studio aaa (animation art-graphique audiovisuel).

## Biographie

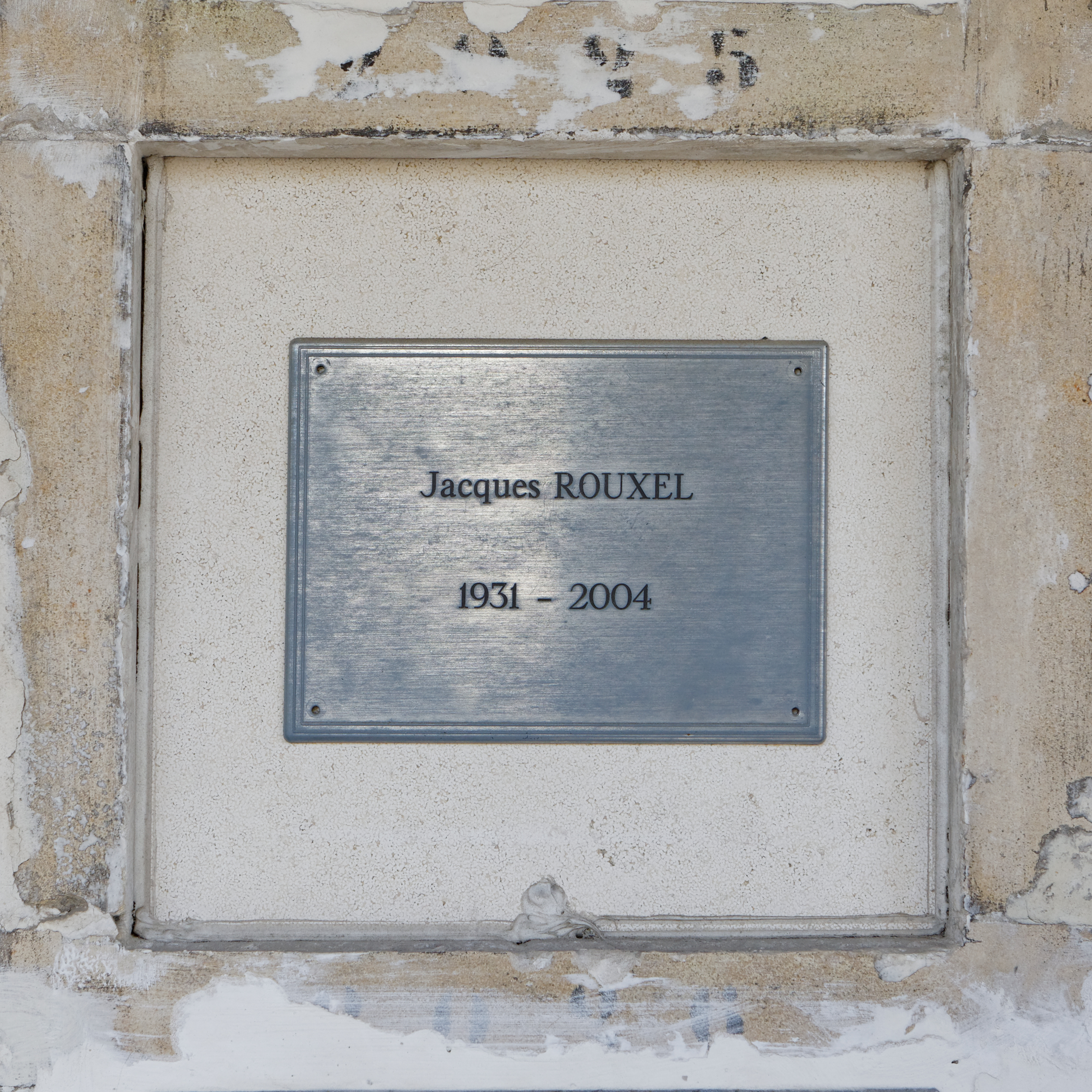
Plaque funéraire de Jacques Rouxel au cimetière du Père-Lachaise (division 87).

Fils et frère de marin, il est élève du lycée français de New York jusqu'en 1946, il rentre à l'École des hautes études commerciales de Paris dont il sort diplômé. Son goût pour le dessin se développe tardivement, pendant son service militaire dans la marine et sa scolarité à HEC,. 
À partir de 1957, il intègre différentes agences de publicité en qualité de rédacteur, notamment pour les marques Thomson ou Synergie, puis de chef de publicité. Dès 1961, il découvre l’univers de l'audiovisuel et devient producteur indépendant, essentiellement de films publicitaires.
Sensible au surréalisme d'Alfred Jarry et à l'humour décalé anglo-saxon, c'est en 1965 qu’il entre au service de la recherche de l'ORTF où il travaille sur l’animographe Caroline, qui restera l'unique prototype de ce type de machine à réaliser les dessins animés. Il réalise d'abord un film d'animation, Drôles d'oiseaux, qui deviendront les Shadoks. Les premiers épisodes de cette série sont diffusés à la télévision à partir du 29 avril 1968 à 20h30. Leur diffusion est interrompue par les événements de mai 68 pour reprendre au mois de septembre de la même année. Quatre séries sont diffusées (1968, 1969, 1972-1973 et 2000).
En 1973, avec Marcelle Ponti (qu'il épousa en 1988) et Jean-Paul Couturier, il fonde le studio aaa (animation art-graphique audiovisuel). En 1979, il s'occupe de la publicité de la Foire de Paris.
Il est l’auteur d’environ 80 films : courts-métrages et séries de commande à vocation éducative, institutionnelle ou publicitaire de très grande qualité, empreints d’humour et de poésie et marqués bien souvent de clins d’œils ou de traits shadokiens.
Il a également signé entre 1994 et 2000 six albums consacrés aux Shadoks dont plusieurs bandes dessinées. Il avait été nommé chevalier des Arts et des Lettres et primé au festival d'Annecy en 2001.
La quatrième série des Shadoks, « Les Shadoks et le big blank », a été diffusée sur Canal+ en 2000. 
Ses cendres sont déposées au columbarium du Père-Lachaise (case no 2025).
Une rue de Cherbourg-en-Cotentin, sa ville natale, porte son nom. Une fresque murale a été peinte sur un mur en avril 2023.

## Filmographie (partielle)
- Le Sang, 1982, 10 min 40 s, ECPA et aaa
- Dessine-moi un Marin, 1984, 15 min, ECPA
- Les Shadoks et la Machine à Vapeur, 1985, 4 épisodes de 5 min, Cité des sciences et de l'industrie et aaa
- Les Aventures de Monsieur Démo, 1985, série de 26 × 5 minutes, aaa, Antenne 2 et le Ministère de la culture
- Les Matics, 1986, série de 26 × 3 min, Agence de l'informatique, TF1, aaa
- La Douleur, 1992, 7 × 3 minutes, aaa
- Le Savoir, le Monde et moi ou Une introduction à la systémique, 1993, 14 min, Ligue française pour la santé mentale et aaa
- Le Petit Cirque tragique des Untels ou Le Développement de l'enfant dans la famille violente, 1993, 13 min 42 s, Ligue française pour la santé mentale et aaa
- Petit Voyage en électricité, 1996, 10 min, Cité des sciences et de l'industrie, EDF et aaa
- La Fin du trou noir, 1999, 4 min 19 s, Post@xess-La Poste et aaa
- Les Shadoks (quatre séries : 1968, 1969, 1972-1973 ORTF et  2000,  aaa et Canal+)